# Tisza (mikrokontinens)

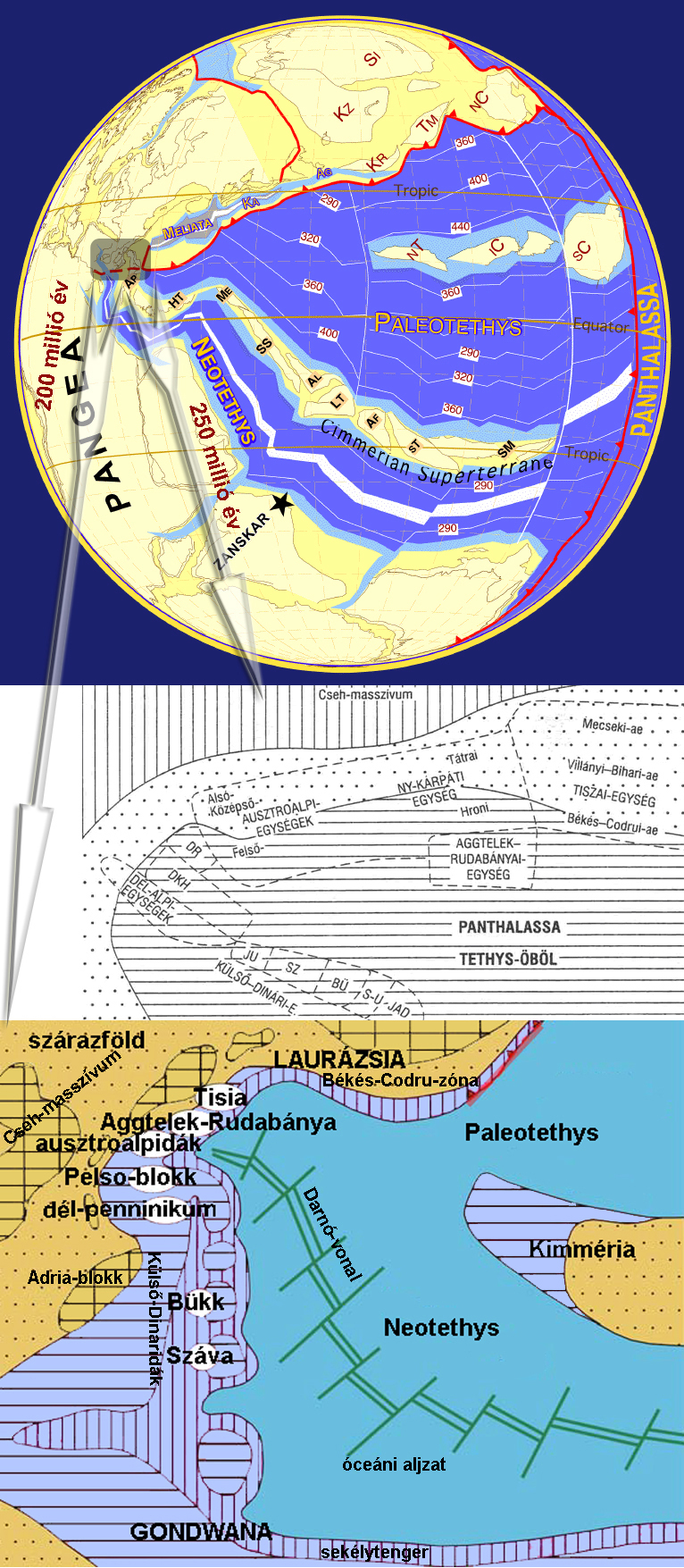
250 millió éve a labai fázisban Kimméria nyugati végénél nyílt fel a hasadékvölgy, majd a széttördezett mikrolemezek az ókimmériai mozgások hatására összesodródtak, így alakult ki a Kárpát-medence aljzata

A Tisza mikrokontinens ma a Kárpát-medence aljzatának, alaphegységi képződményeinek darabja, a magyarország földtani rendszerében tiszai főegységnek nevezett tömb. Nagyobb része a délkelet-magyarországi nagy vastagságú neogén üledékek alatt fekszik, kisebb része az Erdélyi-középhegységben felszínközelben, vagy éppen felszínen van. A mikrokontinens a „stabil Európáról” a jura időszakban szakadt el és mintegy 15 millió éve forrt össze a mai környezetével.

## A Tisia-elmélet
A Tisia-elméletet Prinz Gyula geológus alkotta meg az 1920-as években, amely nagy hatással volt az elkövetkező évtizedek magyar geológiájára. Egészen az 1950-es évekig a lemeztektonikai elméletek elterjedéséig alapját képezte a Kárpát-medence kialakulásáról alkotott modelleknek. Emlékére nevezték el a modern geológia Tisia mikrolemezét.
A Tisia-elmélet szerint a Kárpát-medence aljzata egyetlen nagy, ősi kristályos tömb (a Tisia-masszívum), amely nagy merevsége miatt nem tudott meggyűrődni, ezért a Kárpátok íve körülötte emelkedett ki („kaptafa-elmélet”). A kontinensvándorlás és a lemeztektonikai elméletek megjelenésével, valamint a kőzetrétegsorok egyre nagyobb mértékű ismeretével ez az elmélet tarthatatlanná vált. Az 1950-es évektől világossá vált, hogy a dél-magyarországi alaphegység egészen más eredetű, mint az észak-magyarországi. Ekkor a Tisia-elmélet átalakult, és Tisiának már csak a dél-magyarországi kristályos alaphegységi képződményeket nevezték. Ezt azonban még mindig osztatlan és merev lemeznek képzelték el, mivel a tektonikus elméletek nem tudtak magyarázatot adni a Kárpátok hatalmas ívére másképp, mint azt, hogy Tisia szolgált kaptafául ehhez a kiemelkedéshez.

## Modern elképzelések
A modern elmélet szerint a Tisza lemez nem az a merev tömb volt, aminek nekifeszülve gyűrődött fel a Kárpátok, hanem az a mikrolemez, amely északkelet felé haladása során felgyűrte azt, legalábbis annak keleti és déli vonulatait. Maga a mikrolemez eredetileg az Eurázsia-lemezről szakadt el a kora triászban a riftesedés következtében (mintegy 250 millió éve), majd a jura folyamán erősen távolodni kezdett tőle. Az ennél korábbi kőzetei megegyeznek Európa más újpaleozoikumi és korai mezozoikumi képződményeivel, bár csak mintegy százmillió éves intervallumban. Korábban ugyanis A Tisza blokk is a Gondwanáról érkezett a Hun-lemez mozgásai során és 380–360 millió évvel ezelőtt, a késő devonban került Laurázsia közelébe.
A jura és a miocén között önállóan mozgott. Először dél felé haladt, de az alpi orogén ciklus kompressziós szakasza mintegy 100 millió évvel ezelőtt megállította, majd az eocén második felében visszafordította. A Tisza lemez tehát újra közeledett Európához, majd a miocén elején befordult a Magura-medencébe. A miocén közepén összeforrt az Alcapa-főegységgel és együttesen gyűrték fel a Kárpátok flis-övét. Ennek a folyamatnak a része lehetett a Zempléni-szigethegység lenyíródása és elsodródása Tisza lemeztol, de e hegység pontos eredete még bizonytalan.

## A Tisza mikrokontinens képződményei
A Tisza blokk a jura előtt és a miocén után az akkori környezetéhez hasonló kifejlődéssel bírt. Önálló sorsa volt azonban szigetkontinensként. Peremi vidékei mély- és sekélytengeri kifejlődésűek. A Mecsek környékén a triász mészkősorozat egy nagy, nagyjából hat kilométer mély függőleges vető mentén lezökkent és meggyűrődött, az árkot a jura végére homokos–agyagos törmelékek töltötték fel. A Görcsönyi-hátság a jura vége felé riftesedni kezdett, és a kiemelkedésről a jura képződményei lekoptak, ami a hátság két felén még megtalálható. A Villányi-hegység területe is tenger alatt volt, de üledékképződés nem folyt, illetve víz alatti erózióval kell számolni. A békési és közép-erdélyi zónában a kréta elejéig mélytengeri karbonátok (főleg márga) képződtek, később a terület szárazföld lett és a miocénig nem volt újabb üledékképződés.
A kréta időszaktól a paleogén kezdetéig iniciális vulkanizmus folyt, aminek szinorogén folytatása áttevődött a szomszédos mikrolemezre, az Alcapára, illetve a közéjük tolódó Pelso-blokkra.